# Lagan Navigation
Lagan Navigation är en kanal i Storbritannien.   Den ligger i riksdelen Nordirland, i den västra delen av landet, 500 km nordväst om huvudstaden London.